# Кучавіва
Кучавіва або Кучавіра — богиня веселки, повітряного сяйва, покровителька породіль і хворих на гарячку в міфології чибча-муїска. У різних міфах виступає то в жіночій, то в чоловічій іпостасі. Одним з варіантів перекладу імені є «Повітряна могутність» чи «Силач повітря».

## Міфи
На думку дослідників є давнім муїскським божеством, яке згодом було витіснене культами Суа і Бочіки. За міфами муїска з'явилася, коли бог-творець Чимінігагуа вирішив дати людям світло, створив Сонце і Місяць, відправивши для цього великих птахів. Їх тінь відбилася на Сонці та Місяці, і утворилася веселка-Кучавіва. Часто являло собою могутнього чоловіка. Носило семикольоровий одяг, зазвичай плащ.
Поява веселки слугувало ознакою смертей і лиха. Саме на веселці з'явився вдруге Бочіка, коли люди про це попрохали. У той же час Кучівава допомагала (як жіноча іпостась) хворим на гарячку і вагітним жінкам.

## Культ
Муїски всіляко намагалися задобрити це божество й обдаровували її золотом, смарагдами та намистами. Для запобіганням лиха і смертей після появи веселки, жерці муїсків приносили людські жертви для Кучавіви.